# Skeleton
Skeleton er en vintersport, hvor deltagerne kører en en-personers slæde ned over en isbane. Skeleton-kørere kører på maven og med hovedet forrest. Tophastigheden er ca. 130 km/t. 
Sporten stammer oprindeligt fra St. Moritz, Schweiz, hvor den første bane blev bygget i 1884. To gange – i 1928 og 1948 – har sporten været på det olympiske program. Dengang dog kun for herrer. Fra 2002 kom sportsgrenen tilbage på det olympiske program – både for mænd og kvinder.
Skeleton foregår normalt på samme bane som bobslæde og kælk-konkurrencerne.

## Udstyr
- Alpin skihjelm
- Tætsiddende dragt
- Pigsko

## Eksterne links
- Federation Internationale de Bobsleigh et de Toboganning (FIBT)